# Mario Espinosa Ricalde
Mario Espinosa Ricalde (Ciudad de México,11 de diciembre de 1958) es un director de teatro y ópera mexicano. 

## Biografía
Originario de la Ciudad de México, es licenciado en Economía por la Universidad Autónoma Metropolitana (UAM) y realizó un diplomado en Dirección de escena en el Centro Universitario de Teatro (CUT) de la Universidad Nacional Autónoma de México (UNAM) y en el Instituto Internacional de Teatro en Alemania. Hizo su debut profesional con De la mañana a la media noche de Georg Kaiser, y ha dirigido puestas en escena como Passion play de Peter Nicholls, Palinuro en la escalera entre muchas otras.